# Can Folch
Can Folch era un complex industrial situat a l'actual barri de la Vila Olímpica, al districte de Sant Martí de Barcelona, del que només s'ha conservat la xemeneia, catalogada com a bé amb elements d'interès (categoria C). Envoltada d'una petita plaça enjardinada, té una alçada de 54 m.

## Història i descripció

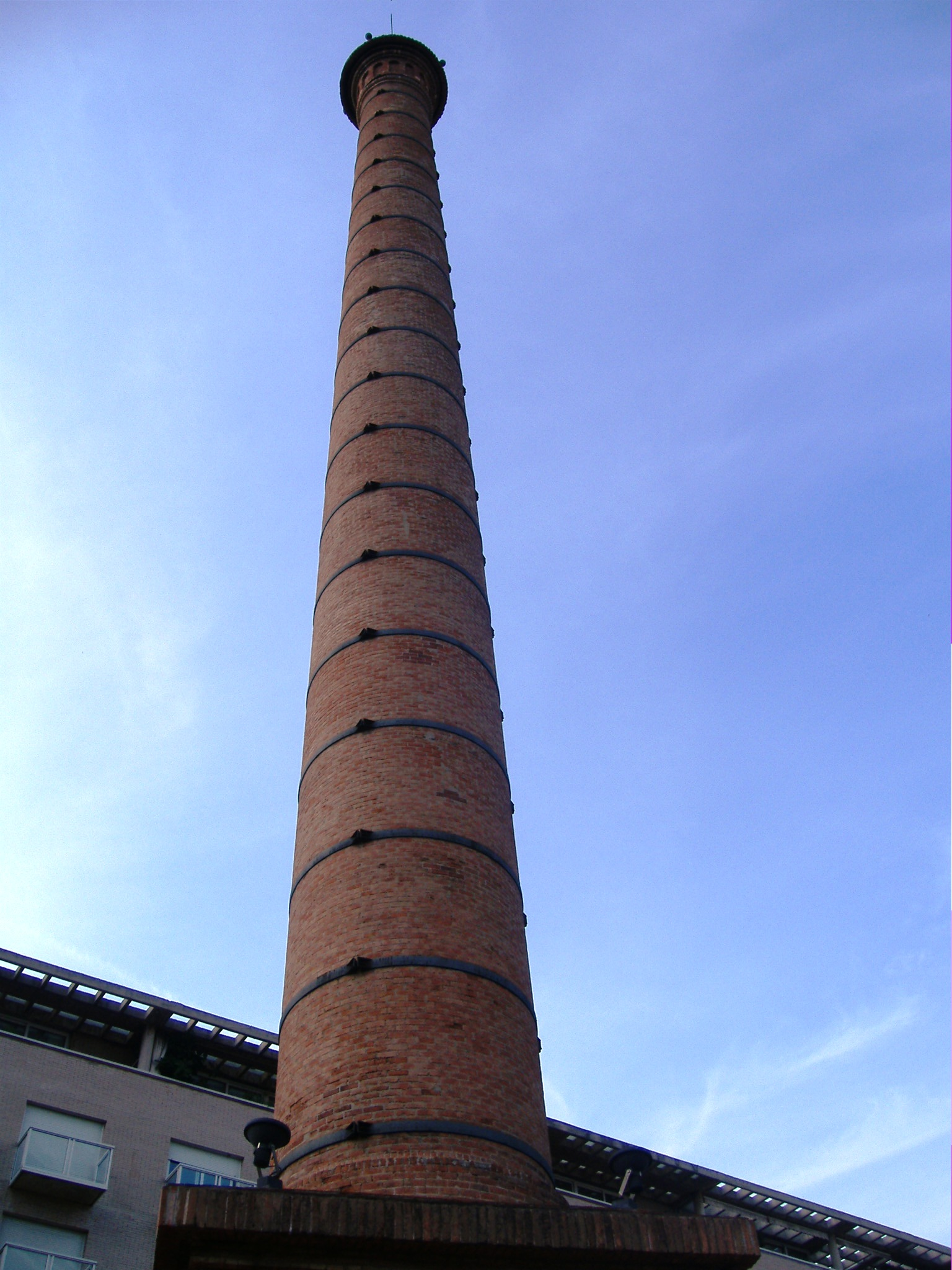
Xemeneia de Can Folch

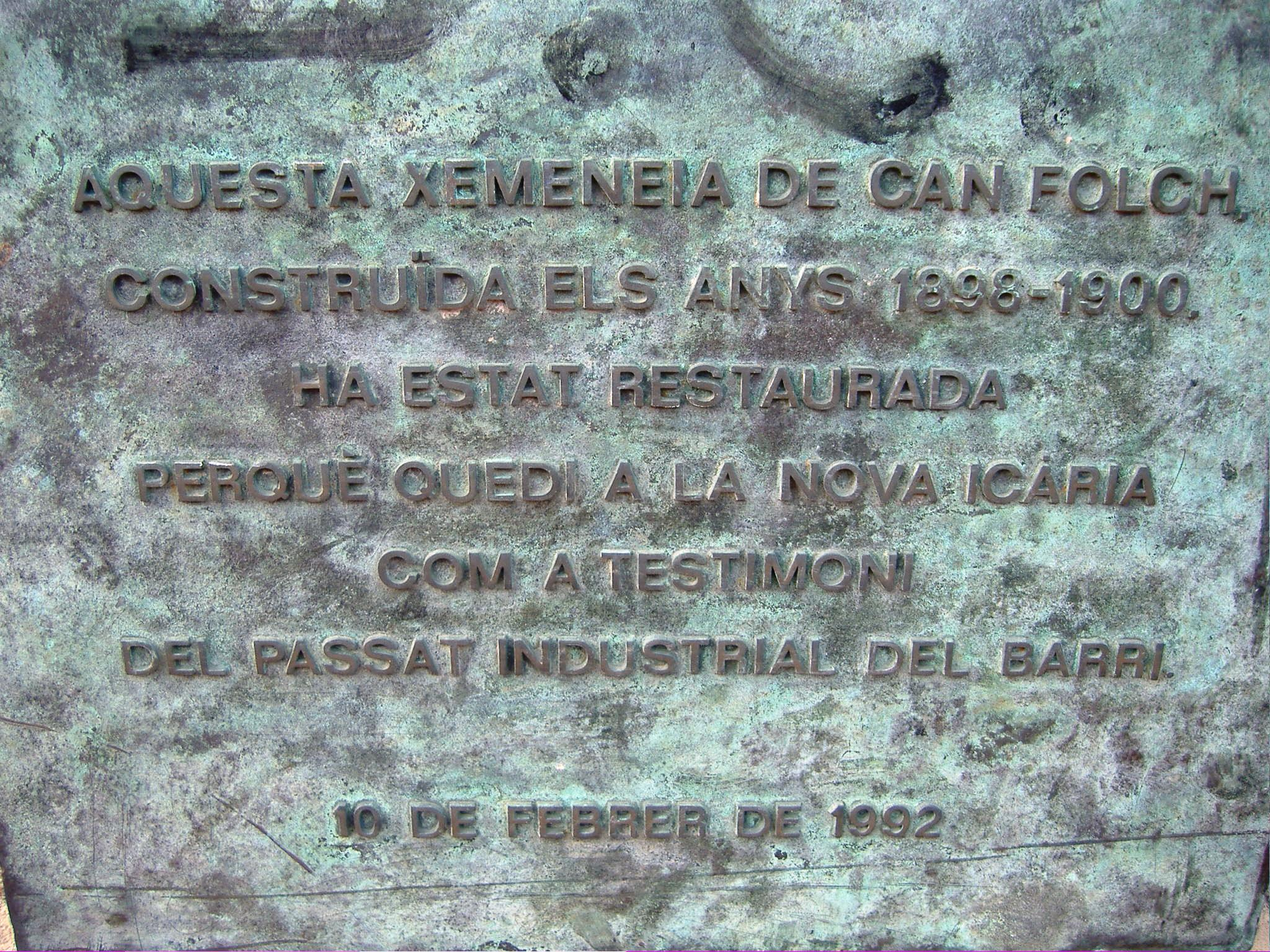
Placa commemorativa al peu de la xemeneia

El 1874, Joaquim Folch i Solà i Frederic Albiñana i Vila fundaren la societat Folch, Albiñana i Cia per al comerç de cereals. Els dos socis visitaren les principals fàbriques d'Europa per a establir una destil·leria d'alcohol al passeig del Cementiri (actual carrer del Doctor Aiguader), inaugurada el 1883. La maquinària era d'origen alemany i va ser instal·lada sota la direcció de l'enginyer M.P. Kyll de Colònia. Contenia una malteria, amb dipòsits que podien emmagatzemar fins a 1 milió i mig de kg de blat de moro i ordi, un edifici destinat a la cocció i procés de sacarificació, els cellers de fermentació i un edifici per a destil·lació. L'energia era subministrada per una màquina de vapor de 25 CV, sistema Corliss, i la producció era d'uns 60 hectolitres diaris, amb un consum de 3.000 kg de carbó. També hi havia uns grans estables amb capacitat per a uns 500 animals (vaques i bous, porcs, gallines), alimentats amb els residus. El 1893 s'hi afegí una fàbrica de gel, i cap al 1896, una farinera.
El 1901, Folch i Albiñana adquiriren els drets sobre les mines de galena de Bellmunt del Priorat i El Molar a la societat belga Compagnie des Mines Bellmunt, amb seu a Anvers. El 1908 va morir Joaquim Folch i Solà, casat amb Elena Girona i de Vilanova, i el 1916, es va constituir la societat anònima Mines del Priorat SA, fundada per aquesta, el seu fill Joaquim Folch i Girona (secretari), Frederic Albiñana (vicepresident) i el polític valencià Joan Navarro i Reverter (president). El 1917 tenia 600 treballadors.
El 1921, Folch Germans es transformà en la societat anònima Fàbriques Folch SA, de la qual era president Manuel Folch i Girona, vicepresident el seu germà Joaquim i secretari Albert Folch i Rusiñol. A finals de la dècada, Albiñana (aleshores president de la Patronal de Barcelona) va ser assassinat per pistolers del Sindicat Lliure en el transcurs d'un viatge. En aquesta època, marcada pel final de la Dictadura de Primo de Rivera i la gran crisi econòmica, la fàbrica d'alcohol va tancar. El 1931, amb l'arribada de la Segona República, va cessar la producció de farines i  les mines de plom van tancar parcialment.
Amb l'esclat de la Guerra Civil, la fàbrica de gel va ser col·lectivitzada i Can Folch va fer tasques pròpies de guerra com a lloc de abastiment i refugi antiaeri. Un cop finalitzada la contesa, va tornar als Folch, que hi van mantenir la fabricació de gel fins al 1971 i llogar la resta d'instal·lacions a petites empreses com a magatzems. Les mines de plom van tancar definitivament el 1978.
La designació de Barcelona com a seu dels Jocs Olímpics de 1992 l'octubre del 1986 va donar lloc a la requalificació d'aquesta zona industrial com a sòl residencial per a la construcció de la Vila Olímpica, i Can Folch va ser enderrocada l'agost del 1987.